# It's a Beautiful Day
It's a Beautiful Day je americká hudební skupina, založená v Los Angeles v roce 1967. Frontmanem skupiny je houslista David LaFlamme. Skupina Deep Purple byla inspirována riffem skladby „Bombay Calling“ při psaní skladby Child in Time.